# حكمة القفل (تريم)
'

تعديل مصدري - تعديل

حكمة القفل هي إحدى قرى عزلة تريم بمديرية تريم التابعة لمحافظة حضرموت، بلغ تعداد سكانها 12 نسمة حسب تعداد اليمن لعام 2004.